# Emiliano Zapata (La Independencia)
Emiliano Zapata es una localidad del estado mexicano de Chiapas. Es parte del municipio de La Independencia.

## Toponimia
El nombre de la localidad rinde homenaje a Emiliano Zapata, héroe de la Revolución mexicana.

## Demografía
| Gráfica de evolución demográfica |
|                                  |

| Censo | Población |
| ----- | --------- |
| 1921  | 37        |
| 1930  | 4         |
| 1940  | 351       |
| 1950  | 325       |
| 1960  | 337       |
| 1970  | 456       |
| 1980  | 727       |
| 1990  | 901       |
| 2000  | 1 035     |
| 2010  | 1 234     |
| 2020  | 1 338     |